# Calymperaceae
Calymperaceae es una familia de musgos perteneciente al orden Dicranales.
Según The Plant List comprende 19 géneros con 1051  especies descritas y de estas, solo 417 aceptadas.

## Taxonomía
La familia fue descrita por Nils Conrad Kindberg y publicado en Genera of European and North American Bryineae (Mosses) 11. 1897. El género tipo es: Calymperes

## Géneros
- Arthrocormus
- Calymperes
- Calymperidium
- Calymperopsis
- Carinafolium
- Chameleion
- Cleistostoma
- Codonoblepharum
- Exodictyon
- Exostratum
- Heliconema
- Leucophanella
- Leucophanes
- Mitthyridium
- Orthotheca
- Palaeosyrrhopodon